# 瓜亞佩
瓜亞佩（西班牙語：Guayape），是洪都拉斯的城鎮，位於該國西部，由奧科特佩克省負責管轄，始建於1801年，面積422.49平方公里，海拔高度886米，2001年人口11,348，人口密度每平方公里26.86人。
14°43′N 86°50′W / 14.717°N 86.833°W